# Nathan de Medina
Nathan de Medina, né le 8 octobre 1997 à Etterbeek (Bruxelles) en Belgique, est un footballeur belgo-congolais qui joue au poste de défenseur.

## Biographie

### En club
En 2015, puis à nouveau en 2016, il atteint les demi-finales de l'UEFA Youth League, avec l'équipe des moins de 19 ans du RSC Anderlecht.
Le 29 octobre 2017, lors de la 13e journée de championnat, il inscrit un doublé en première division belge avec le club du Royal Excel Mouscron, lors de la réception du Royal Antwerp FC. Les deux équipes se neutralisent (partage, 2-2).

### En équipe nationale
Avec les moins de 19 ans, il dispute trois rencontres en mars 2016, rentrant dans le cadre des éliminatoires du championnat d'Europe des moins de 19 ans 2017.
Il joue son premier match avec les espoirs le 9 novembre 2017, contre l'équipe de Chypre. Ce match remporté (victoire, 3-2) entre dans le cadre des éliminatoires de l'Euro espoirs 2019.

## Statistiques

### En club
| Saison                | Club                  | Championnat           | Championnat | Championnat | Championnat | Coupe(s) nationale(s) | Coupe(s) nationale(s) | Coupe(s) nationale(s) | Compétition(s) continentale(s) | Compétition(s) continentale(s) | Compétition(s) continentale(s) | Compétition(s) continentale(s) | Autres compétitions | Autres compétitions | Autres compétitions | Autres compétitions | Total | Total | Total |
| Saison                | Club                  | Division              | M.          | B.          | P.d.        | M.                    | B.                    | P.d.                  | Comp.                          | M.                             | B.                             | P.d.                           | Comp.               | M.                  | B.                  | P.d.                | M.    | B.    | P.d.  |
| 2015-2016             | RSC Anderlecht        | Division 1            | 0           | 0           | 0           | -                     | -                     | -                     | -                              | -                              | -                              | -                              | PO1                 | 2                   | 0                   | 0                   | 2     | 0     | 0     |
| 2016-2017             | OH Louvain (prêt)     | Division 1B           | 15          | 0           | 0           | 0                     | 0                     | 0                     | -                              | -                              | -                              | -                              | -                   | -                   | -                   | -                   | 15    | 0     | 0     |
| 2017-2018             | RE Mouscron           | Division 1A           | 15          | 2           | 1           | 1                     | 0                     | 0                     | -                              | -                              | -                              | -                              | PO2                 | 3                   | 0                   | 0                   | 19    | 2     | 1     |
| 2018-2019             | RE Mouscron           | Division 1A           | 2           | 0           | 0           | -                     | -                     | -                     | -                              | -                              | -                              | -                              | PO2                 | 0                   | 0                   | 0                   | 2     | 0     | 0     |
| 2019-2020             | RE Mouscron           | Division 1A           | 22          | 1           | 0           | 1                     | 0                     | 0                     | -                              | -                              | -                              | -                              | -                   | -                   | -                   | -                   | 23    | 1     | 0     |
| Sous-total            | Sous-total            | Sous-total            | 39          | 3           | 1           | 2                     | 0                     | 0                     | -                              | -                              | -                              | -                              | -                   | 3                   | 0                   | 0                   | 44    | 3     | 1     |
| 2020-2021             | Arminia Bielefeld     | Bundesliga            | 16          | 0           | 1           | 0                     | 0                     | 0                     | -                              | -                              | -                              | -                              | -                   | -                   | -                   | -                   | 16    | 0     | 1     |
| 2021-2022             | Arminia Bielefeld     | Bundesliga            | 19          | 0           | 0           | 2                     | 0                     | 0                     | -                              | -                              | -                              | -                              | -                   | -                   | -                   | -                   | 21    | 0     | 0     |
| 2022-2023             | Arminia Bielefeld     | 2. Bundesliga         | 1           | 0           | 0           | 0                     | 0                     | 0                     | -                              | -                              | -                              | -                              | -                   | -                   | -                   | -                   | 1     | 0     | 0     |
| Sous-total            | Sous-total            | Sous-total            | 36          | 0           | 1           | 2                     | 0                     | 0                     | -                              | -                              | -                              | -                              | -                   | -                   | -                   | -                   | 38    | 0     | 1     |
| 2022-2023             | Eintracht Brunswick   | 2. Bundesliga         | 17          | 0           | 0           | 1                     | 0                     | 0                     | -                              | -                              | -                              | -                              | -                   | -                   | -                   | -                   | 18    | 0     | 0     |
| 2023-2024             | Partizan Belgrade     | Super liga            | 0           | 0           | 0           | 2                     | 0                     | 0                     | -                              | -                              | -                              | -                              | PO                  | 0                   | 0                   | 0                   | 2     | 0     | 0     |
| 2024-2025             | Partizan Belgrade     | Super liga            | 0           | 0           | 0           | -                     | -                     | -                     | C1+C3+C4                       | 2+2+2                          | 0+0+0                          | 0+0+0                          | PO                  | -                   | -                   | -                   | 6     | 0     | 0     |
| Sous-total            | Sous-total            | Sous-total            | 0           | 0           | 0           | 2                     | 0                     | 0                     | -                              | 6                              | 0                              | 0                              | -                   | 0                   | 0                   | 0                   | 8     | 0     | 0     |
| Total sur la carrière | Total sur la carrière | Total sur la carrière | 107         | 3           | 2           | 7                     | 0                     | 0                     | -                              | 6                              | 0                              | 0                              | -                   | 5                   | 0                   | 0                   | 125   | 3     | 2     |